# Taraxacum violaceipetiolatum
Taraxacum violaceipetiolatum — вид квіткових рослин з родини айстрових (Asteraceae). Ареал: Фінляндія, Німеччина, Польща; це багаторічна рослина помірних біомів.